# Сегидиля
Сегидилята е андалуски народен танц, възникнал през XVII век, който се практикува и в наши дни, най-вече в Андалусия.
Сегидилята се споменава в литературни произведения от XVII и XVIII век, в частност театрални произведения, което идва от факта, че танцови изпълнения на сегидиля често са били използвани за интерлюдия в театрални представления.
Друг испански танц − севилинята − произлиза от разновидност на сегидилята. 
Част от стъпките на този танц са заимствани от фанданго и арагонската хота. Характерно за сегидилята са тропанията с обувки zapateados, които придружават характерното тракане на кастанетите на танцьорите (bailadores).
Сегидилята се споменава в литературни творби, като едноименното стихотворение на Теофил Готие и едноименния фрагмент от операта „Кармен“ на Жорж Бизе.